# Ураксін Зіннур Газізович
Зіннур Газізович Ураксін (5 листопада 1935, с. Максютово, Оренбурзька область, РРФСР — 3 березня 2007, Уфа, Росія) — радянський і російський лінгвіст-тюрколог, письменник, громадський діяч. Академік АН РБ (1991), доктор філологічних наук (1976), професор (1983).

## Біографія
З 1956 року викладав у Саїтовській початковій школі Федорівського району, з 1957 — в Аллабердинській 7-річній школі Оренбурзької області. У 1958-1959 роках — завідувач відділом газети «Зоря комунізму» (робітниче селище Тюльган Оренбурзької області). Після закінчення в 1963 році Башкирського державного університету працював в Інституті історії, мови і літератури УНЦ РАН: з липня 1968 — старший науковий співробітник, з грудня — завідувач сектором, з 1977 — заступник директора, з 1988 — директор, з 2002 — завідувач відділу, з 2005 — головний науковий співробітник. У 1966 році під керівництвом Т. М. Гаріпова захистив кандидатську дисертацію «Фразеологічні синоніми в сучасній башкирській літературній мові», в 1975 році — докторську дисертацію «Фразеологія башкирської мови» (науковий консультант Е. Р. Тенишев).
Одночасно з 1992 року — академік-секретар Відділення гуманітарних наук, у 1996-2005 — віце-президент АН РБ.
У 1993-1998 роках — голова науково-редакційної ради та головний редактор Башкирської енциклопедії, в 1994-2004 — член Президентської ради Республіки Башкортостан, в 1995-2002 — заступник голови виконавчого комітету Всесвітнього курултаю (конгресу) башкирів.
Похований на Мусульманському кладовищі Уфи.

## Наукова діяльність
Дослідження присвячені лексикографії, лексикології, соціолінгвістиці, термінології, фразеології башкирської мови. Розробив наукові принципи складання різних типів словників, склав російсько-башкирський фразеологічний словник (1989), словник синонімів (2000), фразеологічний словник башкирської мови (2006) тощо; один з укладачів і редакторів тлумачного словника башкирської мови, один з укладачів і відповідальний редактор башкирсько-російського (1996) і російсько-башкирського (у 2 т., 2005) словників тощо.
Автор понад 300 наукових публікацій.

## Літературна діяльність
Перша книга оповідань «Витоки» (башкирською мовою) вийшла в 1976. У романах «Вороний» (2003; башкирською мовою), «Караван-сарай» (2008; башкирською мовою) описується життя башкирського народу в період кантонної системи управління. Автор драми «Як залікувати рани?» (2001; башкирською мовою), збірок повістей та оповідань «Гіркота полину», «Боротьба» (обидві — 2002; башкирською мовою) тощо.

## Основні роботи
- Словник синонімів башкирської мови. Уфа, 1985.
- Російсько-башкирський фразеологічний словник: 1572 фразеол. звороти. Москва, 1989.
- Короткий російсько-башкирський словник. Уфа, 1994.
- Фразеологічний словник башкирської мови. Уфа, 1996.
- Гіркота полину: Повість, оповідання (башк. мова). Уфа, 2002.
- Російсько-башкирський словник. Уфа, 2007 (співавт.).
- Караван-Сарай: роман-хроніка, оповідання, мініатюри (пер. з башк. М. Гафурова). Уфа, 2010[5][6].

## Нагороди
- Орден Дружби (1999)
- Заслужений діяч науки Російської Федерації (1996)
- Заслужений діяч науки БАССР (1984)

## Пам'ять
Іменем З. Р. Ураксіна названі вулиця в Уфі, школа в с. Саїтово Федорівського району Республіки Башкортостан. У школі с. Аллабердіно Тюльганського району Оренбурзької області, в Уфі на будинку, де жив З. Р. Ураксін, встановлені меморіальні дошки.